# Theodor von Neuhoff
Theodor Stephan von Neuhoff (født 25 august 1694, død 11 december 1756) var en tysk baron og eventyrer.
Neuhoff var søn af en westfalisk adelsmand i fransk tjeneste, og var en tid page hos Elisabeth Charlotte af Pfalz. I 1732 blev han kejser Karl VI's sendebud i Firenze. Han kom der i kontakt med de korsikanere, som i 1729 havde rejst sig mod Genovas herredømme og lod sig i april 1736 udråbe til konge af Korsika. Allerede i november måtte han dog forlade øen, og forsøgte senere et par gange at genvinde magten, men måtte til slut søge tilflugt i England, hvor han landede i gældsfængsel i 1749. Han blev løsladt i 1755 og døde året efter.